# Хайнрих (Брауншвайг-Даненберг)
Вижте пояснителната страница за други личности с името Хайнрих.
Хайнрих фон Брауншвайг-Даненберг (на немски: Heinrich von Braunschweig-Dannenberg; * 1533, † 1598) от род Велфи, херцог на Брауншвайг и Люнебург, е от 1559 до 1569 г. княз на Люнебург, също от 1569 до 1598 г. собственик на господството Даненберг в Долна Саксония.

## Живот
Той е третият син на княз Ернст I фон Брауншвайг-Люнебург (1497 – 1546) и съпругата му София фон Мекленбург-Шверин (1508 – 1541), дъщеря на херцог Хайнрих V фон Мекленбург (1479 – 1552) и първата му съпруга Урсула фон Бранденбург (1488 – 1510).
Хайнрих управлява 10 години заедно с по-малкия си брат Вилхелм Млади и се жени за Урсула фон Саксония-Лауенбург, дъщеря на Франц I. Желанието му да се раздели княжеството не се изпълнява. Той се отказва от управлението на Княжество Люнебург и получава господството Даненберг на Елба, запазва титлата княз и получава 4000 талери и годишна сума от 500 талери. Господството Даненберг става през 1569 г. самостоятелно княжество.

## Деца
Хайнрих е женен от 1569 г. за Урсула фон Саксония-Лауенбург (* 1545, † 22 октомври 1620), дъщеря на херцог Франц I фон Саксония-Лауенбург (1510 – 1581) и съпругата му Сибила Саксонска и има с нея 7 деца:
- Юлиус Ернст (1571 – 1636), херцог на Брауншвайг-Даненберг

∞ 1614 графиня Мария от Източна Фризия (1582 – 1616)
∞ 1617 принцеса Сибила фон Брауншвайг-Люнебург (1584 – 1652)
- Франц (1572 – 1601), домпропст на Страсбург
- Анна София (1573 – 1574)
- Хайнрих (1574 – 1575)
- Сибила Елизабет (1576 – 1630)

∞ 1600 граф Антон II фон Делменхорст (1550 – 1619), син на граф Антон I фон Олденбург-Делменхорст
- Сидония (1577 – 1645)
- Август II Млади (1579 – 1666), херцог на Брауншвайг-Волфенбютел

∞ 1607 принцеса Клара Мария от Померания (1574 – 1623)
∞ 1623 принцеса Доротея фон Анхалт-Цербст (1607 – 1634)
∞ 1635 принцеса Елизабет София фон Мекленбург (1613 – 1676)